# Dobrá Voda (Slovacchia)
Dobrá Voda (in ungherese Jókő, in tedesco Schwarzenstein, in latino Bona Aqua) è un comune della Slovacchia facente parte del distretto di Trnava, nella regione omonima.
Vi si trovano una chiesa del 1820, dedicata alla Beata Vergine Maria e una cappella del 1730 dedicata alla Santissima Trinità. Nei dintorni c'è un castello.
Nel 1906 il paese fu colpito da un terremoto: il più forte che abbia colpito la Slovacchia nel XX secolo.
Tuttavia, il paese è spesso ricordato perché dal 1843 fu residenza del poeta Ján Hollý (1785-1849), che qui ricevette la visita di Ľudovít Štúr, evento importante per la codificazione della lingua slovacca. Ján Hollý è sepolto nel cimitero del paese.